# 加茂地区 (徳島市)
加茂地区（かもちく）は、徳島県徳島市北部の地区である。

## 地理
徳島市北部に位置し、中心市街地の北に接する。
加茂地区の区域は、戦時中の1937年（昭和12年）に徳島市に編入された加茂町町域の大半を占める。ただし、旧加茂町上助任（ほぼ 現 上助任町）は渭北地区である。
吉野川デルタの一部で、北・東・南の3方を鮎喰川（北）・吉野川（北）・新町川（東）・田宮川（南）に囲まれている。ただし吉野川以外は地区境と一部ずれており、田宮川・鮎喰川対岸の一部が加茂地区に含まれ、新町川手前の一部が加茂地区に含まれない。
県道30号が地区を東西に貫き、その両側が商業地となっている。他は主に住宅地だが、東部の田宮（北田宮・南田宮）などの一部が工業地や住工併用地になっている。北部には吉野川と鮎喰川の河川敷が広がる。

### 河川
| 河川   | 解説                                                                               |
| ------ | ---------------------------------------------------------------------------------- |
| 吉野川 | 一級河川。地区内の川はすべて吉野川水系。地区北東縁を流れ応神地区を隔てる。         |
| 鮎喰川 | 吉野川の支流。地区北西縁を流れ不動地区を隔てる。                                   |
| 飯尾川 | 鮎喰川の支流。                                                                     |
| 新町川 | 吉野川の分流。徳島市中心街へ流れてゆく。地区東縁を流れ渭北地区・内町地区を隔てる。 |
| 田宮川 | 新町川の支流。地区南縁を流れ佐古地区を隔てる。                                     |

- 鮎喰川。右（南）が加茂地区。
- 新町川からの助任川の分岐店（助任川から）。奥が加茂地区。
- 田宮川。この付近では両岸とも加茂地区である。

### 隣接する地区
不動地区とは鮎喰川、応神地区とは吉野川、渭北地区・内町地区とは新町川、佐古地区とは田宮川を挟んでいる。ただし、渭北地区との境の一部は新町川の手前、佐古地区・不動地区との境の一部は田宮川・鮎喰川の向こう側である。応神地区との間に橋はないが、他の地区とは橋で結ばれている。

### 町
人口は徳島市による推計（2011年6月）。
| 町       | 丁目・小字                  | 人口  | 注記                                       |
| -------- | --------------------------- | ----- | ------------------------------------------ |
| 南田宮   | 一～四丁目                  | 02618 |                                            |
| 北田宮   | 一～四丁目                  | 05433 |                                            |
| 田宮町   | 小字                        | 00007 | 直接には記されていないので減算による推算。 |
| 春日     | 一～三丁目                  | 03255 |                                            |
| 春日町   | 小字                        | 00024 |                                            |
| 北矢三町 | 一～四丁目                  | 04276 | 四丁目 1～5・9番を除く。                   |
| 南矢三町 | 一～三丁目                  | 03818 |                                            |
| 北佐古   | 一番町 3・4番 二番町 3・4番 | 00251 | 一～二番町のうち。                         |
| 計       |                             | 19682 |                                            |

一方で、
- 北佐古一番町 2番のごく一部・3番・4番の大半・5番のごく一部
- 北佐古二番町 2番の一部・3番・4番の一部

を含み、
- 田宮町
- 春日町宝野の一部
- 北矢三町四丁目 1番～5番・9番・10番
- 南矢三町三丁目 5番のごく一部

を含まないとする地図もある。
地区を町単位で決めることもあり、その場合、北矢三町全域を含み、北佐古を含まない。

## 歴史

### 地区名の由来
平安時代にあった加茂郷（賀茂郷とも）が、地名の由来である。1889年の加茂村成立の際、村名として採用され、地区名にも引き継がれた。
ただし加茂郷の位置には諸説ある。『大日本地名辞書』は加茂地区・加茂名地区とするが、『日本地理志料』は北井上地区・南井上地区、『徳島県史（第1巻）』『阿府志』は南井上地区、『阿波志』は石井町とする。
近年の発掘調査によると、「加毛」と書かれた平安時代の墨書土器が庄町から出土したことから、加茂名地区・佐古地区（庄町・蔵本町・佐古）とする説が有力である。

### 年表
- 0896年00月00日 - 名方郡が名東郡と名西郡に分割。
- 1889年10月01日 - 町村制施行に伴い、名東郡田宮村（ほぼ現 北田宮・南田宮・田宮町）・矢三村（北矢三町・南矢三町）・今切村（ほぼ現 春日・春日町）、および上助任村が合併し、加茂村が誕生。
- 1911年00月00日 - この年から1929年にかけての吉野川改修により、田宮村・浜高房（現 春日町浜高房）の各一部が河川敷となり、住民が移住した。
- 1933年04月01日 - 加茂村が加茂町に移行。
- 1937年10月01日 - 加茂町が徳島市に編入。今切が春日町となった。
- 1968年00月00日 - 町割が大きく変わり、現在のものに。加茂地区周辺の町との間にも変更があった。

## 交通
JR高徳線と徳島線が通過するが駅はない。

### 道路
- 都道府県道
  - 徳島県道15号徳島吉野線 - 吉野川と鮎喰川の堤防上を走る県道で、「堤防の上」と呼ばれることもある。
  - 徳島県道30号徳島鴨島線 - 田宮街道の愛称でも知られており、拡張工事の効果により近年は都市化が進んでいる。
  - 徳島県道41号徳島北灘線 - 起点は北矢三町。徳島市から鳴門市北灘町折野へ至る主要地方道。

### 橋
| 橋           | 川            | 対岸              | 道路     | 備考                                   |
| ------------ | ------------- | ----------------- | -------- | -------------------------------------- |
| 弁天橋       | 鮎喰川        | 不動地区          | 県道41号 |                                        |
| 弁天橋潜水橋 | 鮎喰川        | 不動地区          |          | 増水時には水没する潜水橋。             |
|              | 飯尾川        | 地区内            |          | 鮎喰川への合流点手前の水門の上を通る。 |
| 蛭子橋       | 新町川        | 渭北地区          | 県道15号 |                                        |
| 三ツ合橋     | 新町川 助任川 | 渭北地区 内町地区 |          | 合流点に架かり3地区を結ぶ。            |
| 矢蔵橋       | 田宮川        | 加茂名地区        |          |                                        |
| 佐蔵矢橋     | 田宮川        | 佐古地区          |          |                                        |
| 佐矢橋       | 田宮川        | 佐古地区          |          |                                        |
| 六号側道橋   | 田宮川        | 佐古地区          |          | 四号側道橋と対で対向車線をなす。       |
| 四号側道橋   | 田宮川        | 佐古地区          |          | 六号側道橋と対で対向車線をなす。       |
| 天神橋       | 田宮川        | 地区内            |          |                                        |
| 千松橋       | 田宮川        | 地区内            |          |                                        |
| 煙硝蔵橋     | 田宮川        | 佐古地区          |          | 名の由来は近世の火薬庫「焔硝蔵」。     |
| 宮古橋       | 田宮川        | 佐古地区          |          | 古くは田宮橋と呼んだ。                 |

## 教育機関
| 学校名                         | 所在地                      | 解説                                                       |
| ------------------------------ | --------------------------- | ---------------------------------------------------------- |
| 徳島県立城ノ内中学校・高等学校 | 徳島市北田宮1丁目9番30号    | 2004年に中高一貫校化。                                     |
| 徳島県立城北高等学校           | 徳島市北田宮4丁目13番6号    |                                                            |
| 徳島県立徳島科学技術高等学校   | 徳島市北矢三町2丁目1番1号   | 2009年開校。                                               |
| 徳島県立徳島中央高等学校       | 徳島市北矢三町1丁目3番8号   |                                                            |
| 徳島市立城西中学校             | 徳島市南矢三町2丁目         |                                                            |
| 徳島県立しらさぎ中学校         | 徳島市北矢三町1丁目3番8号   | 全国初の県立の夜間中学校。                                 |
| 徳島市立千松小学校             | 徳島市南田宮4丁目5番5号     |                                                            |
| 徳島市立千松幼稚園             | 徳島市南矢三町1丁目7番68号  |                                                            |
| 青嵐保育園                     | 徳島市北田宮2丁目2番58号    | 社会福祉法人健祥会が運営。                                 |
| 徳島歯科学院専門学校           | 徳島市北田宮1丁目8番65号    | 徳島県歯科医師会が運営。歯科衛生士科、歯科技工士科がある。 |
| 広沢自動車学校                 | 徳島市南田宮2丁目4番3号     | 徳島県公安委員会指定の自動車教習所。                       |
| 廃校                           |                             |                                                            |
| 徳島文化女子短期大学           | 徳島市南矢三町1丁目12番77号 | 廃校。                                                     |
| 徳島県立徳島工業高等学校       | 徳島市北矢三町2丁目1番1号   | 廃校。                                                     |

## 施設

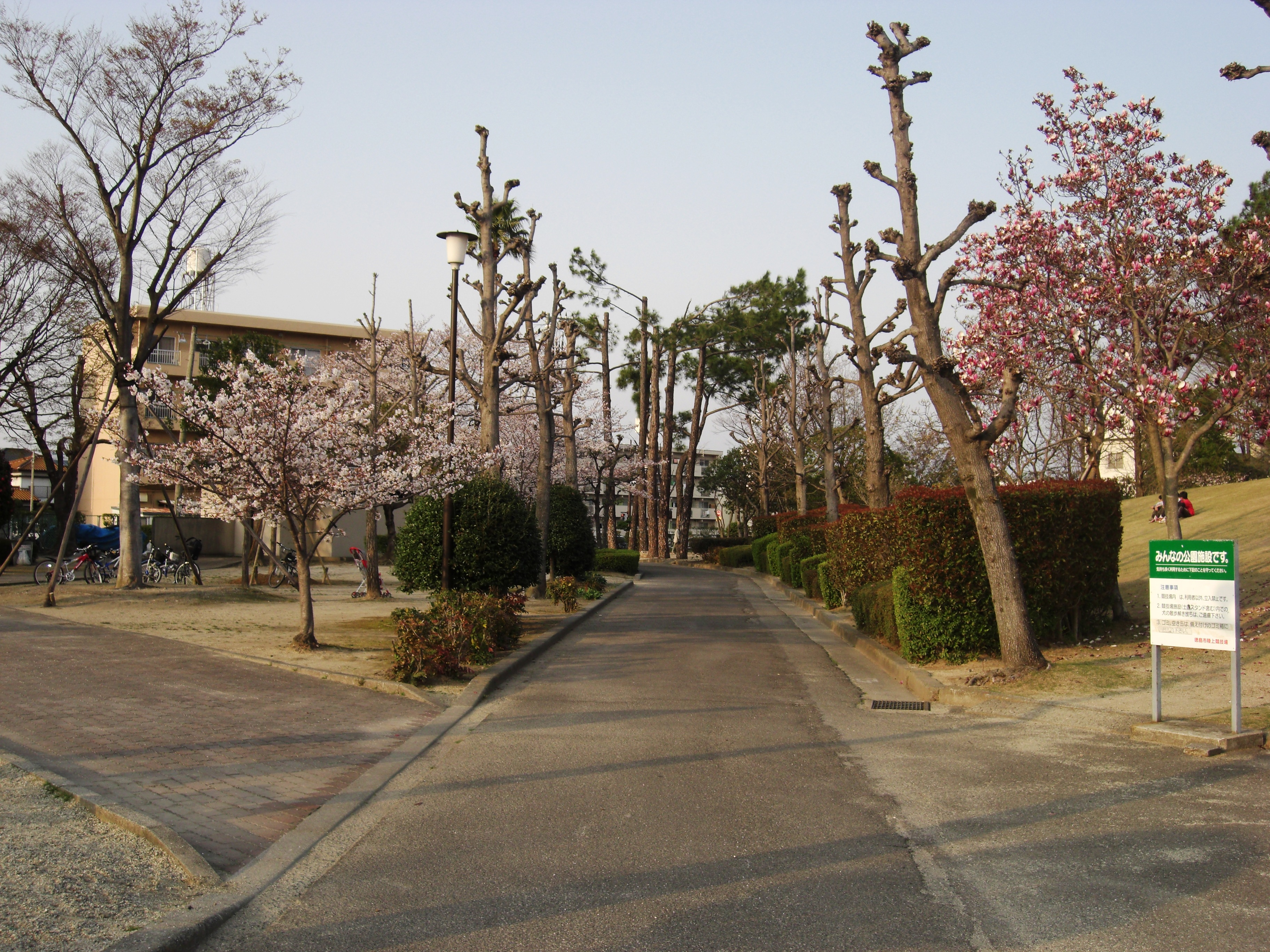
田宮運動公園

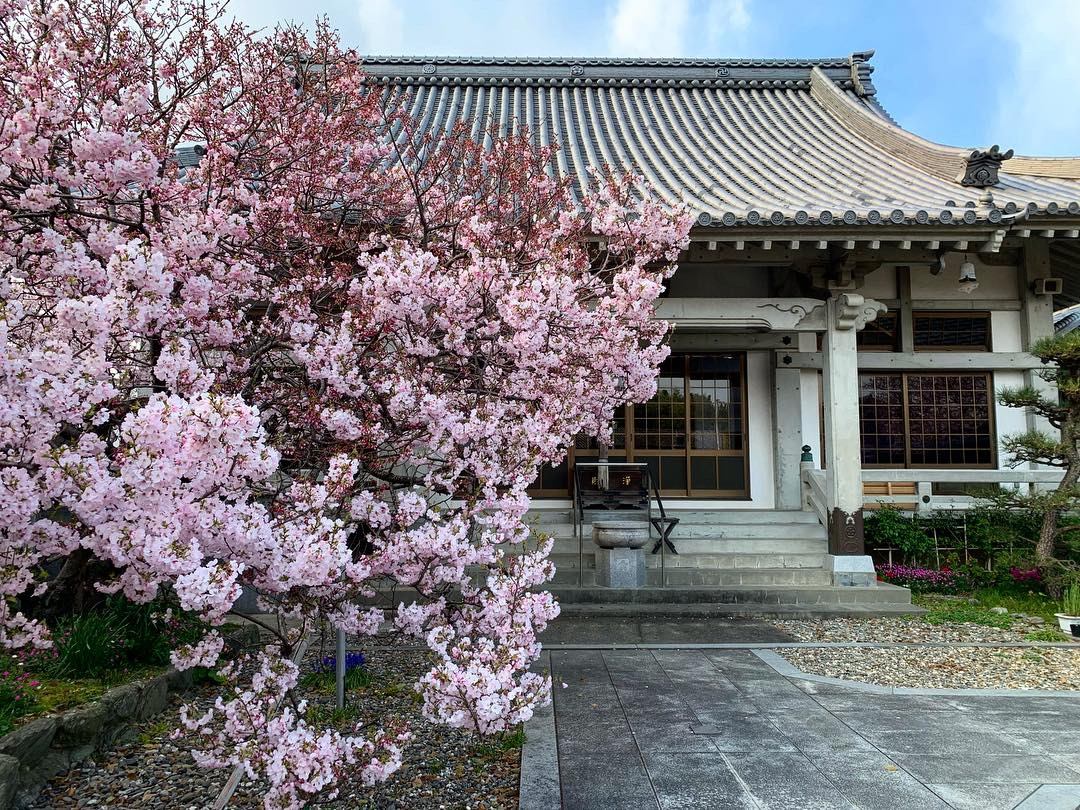
薬師寺

### 公共施設
- 田宮運動公園
  - 徳島市陸上競技場
  - 徳島市田宮公園プール
- 徳島県立障害者交流プラザ
- 徳島社会保険事務局
- 徳島県教育会館
- 徳島県看護会館

### 社寺・史跡
- 天神社
- 篠原神社（今切城址）
- 吉備津神社
- 神明神社
- 薬師寺
- 真観寺
- 妙福寺 - 阿波秩父観音霊場30番札所。
- 幸福寺
- 高橋家住宅 - 国の登録有形文化財。
- こんにゃく橋跡 - 四国のみずべ八十八カ所選定。

### その他
- アソビバ!
- あらたえの湯
- 千松自動車教習所
- 徳島ゴルフ倶楽部

### ギャラリー

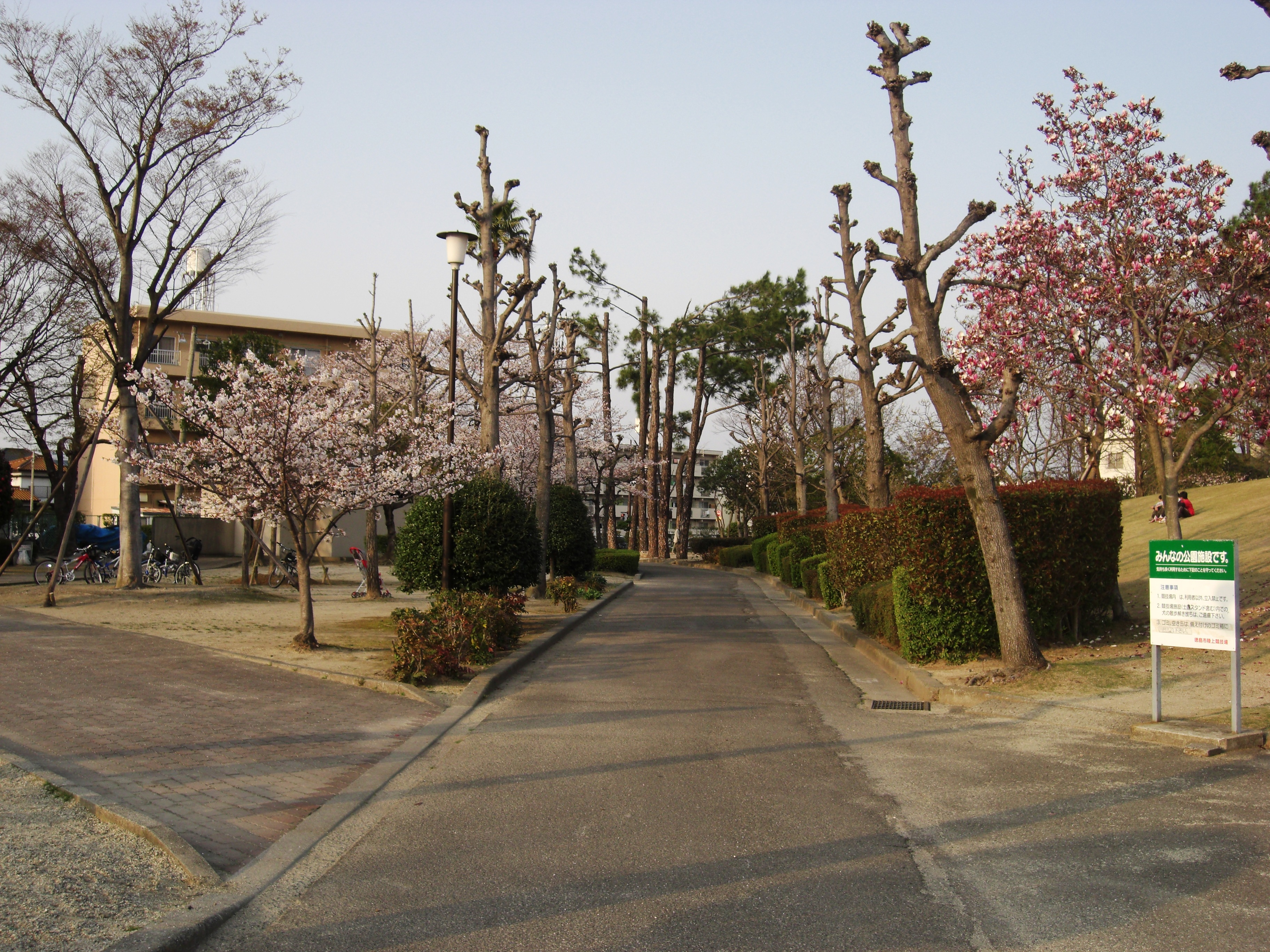
田宮運動公園
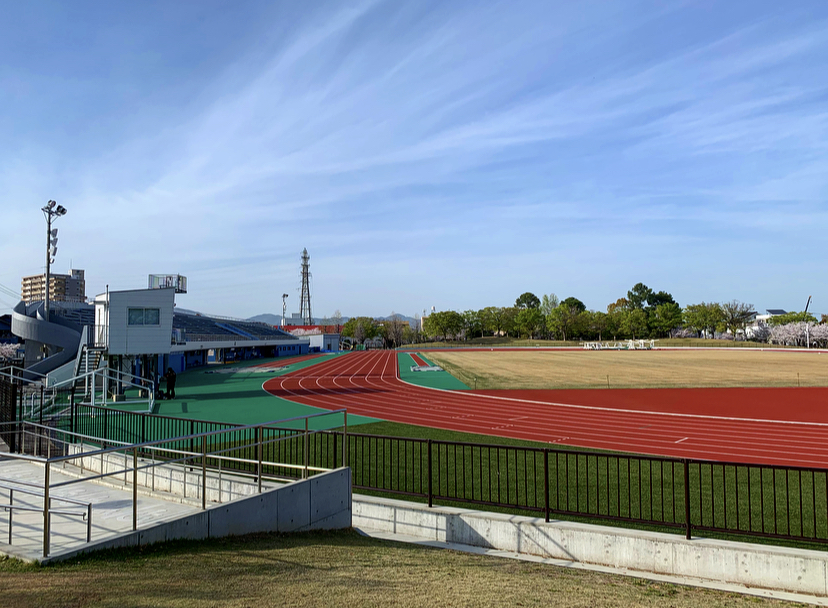
徳島市陸上競技場
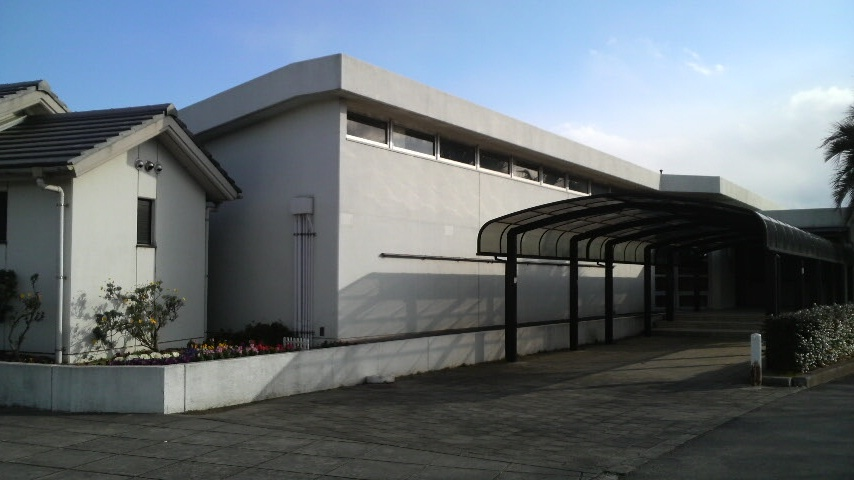
徳島市田宮公園プール
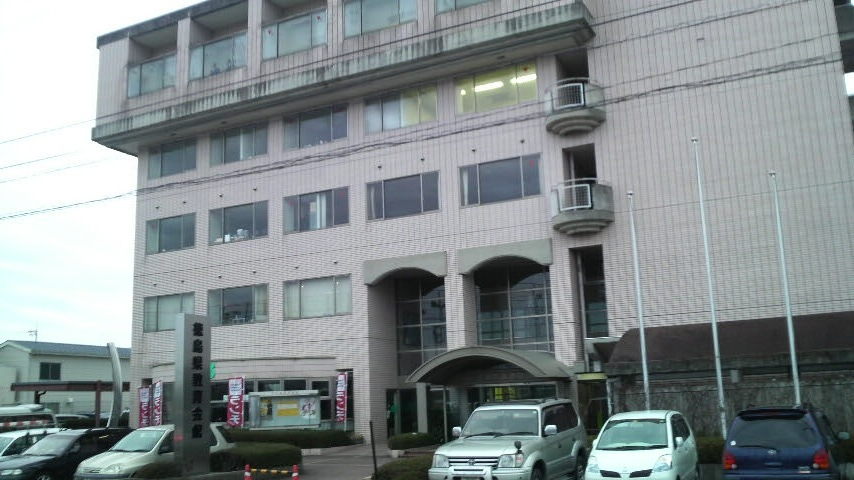
徳島県教育会館
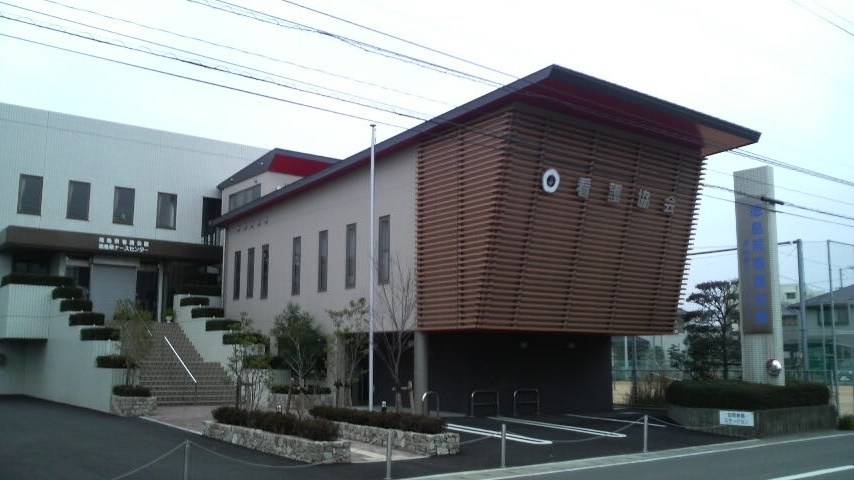
徳島県看護会館
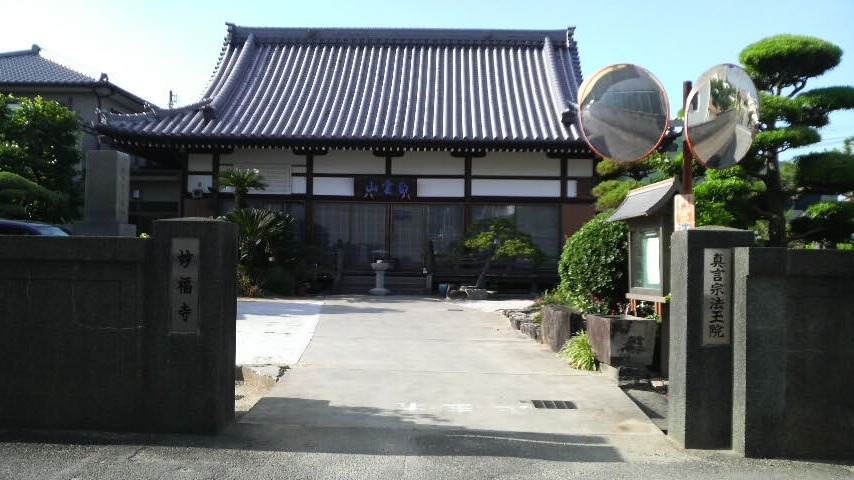
妙福寺
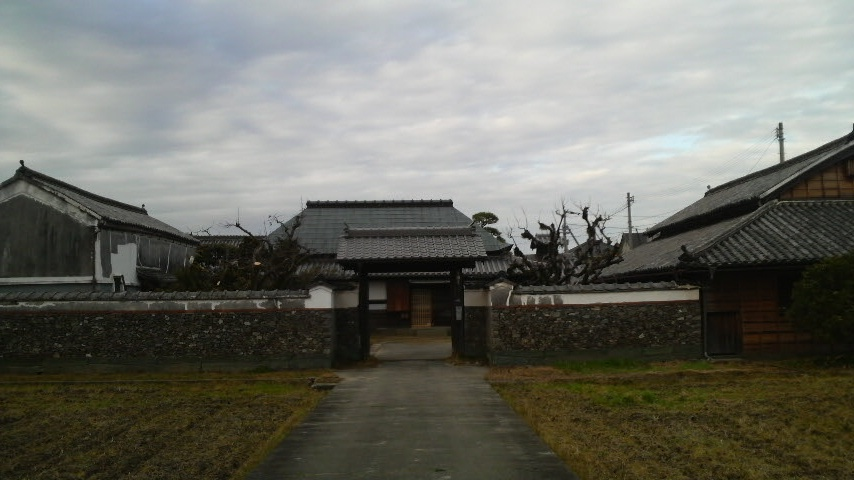
高橋家住宅
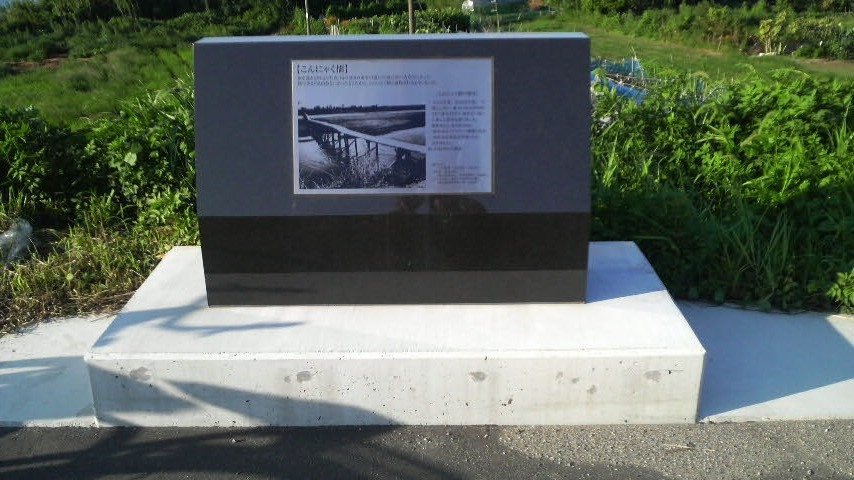
こんにゃく橋跡
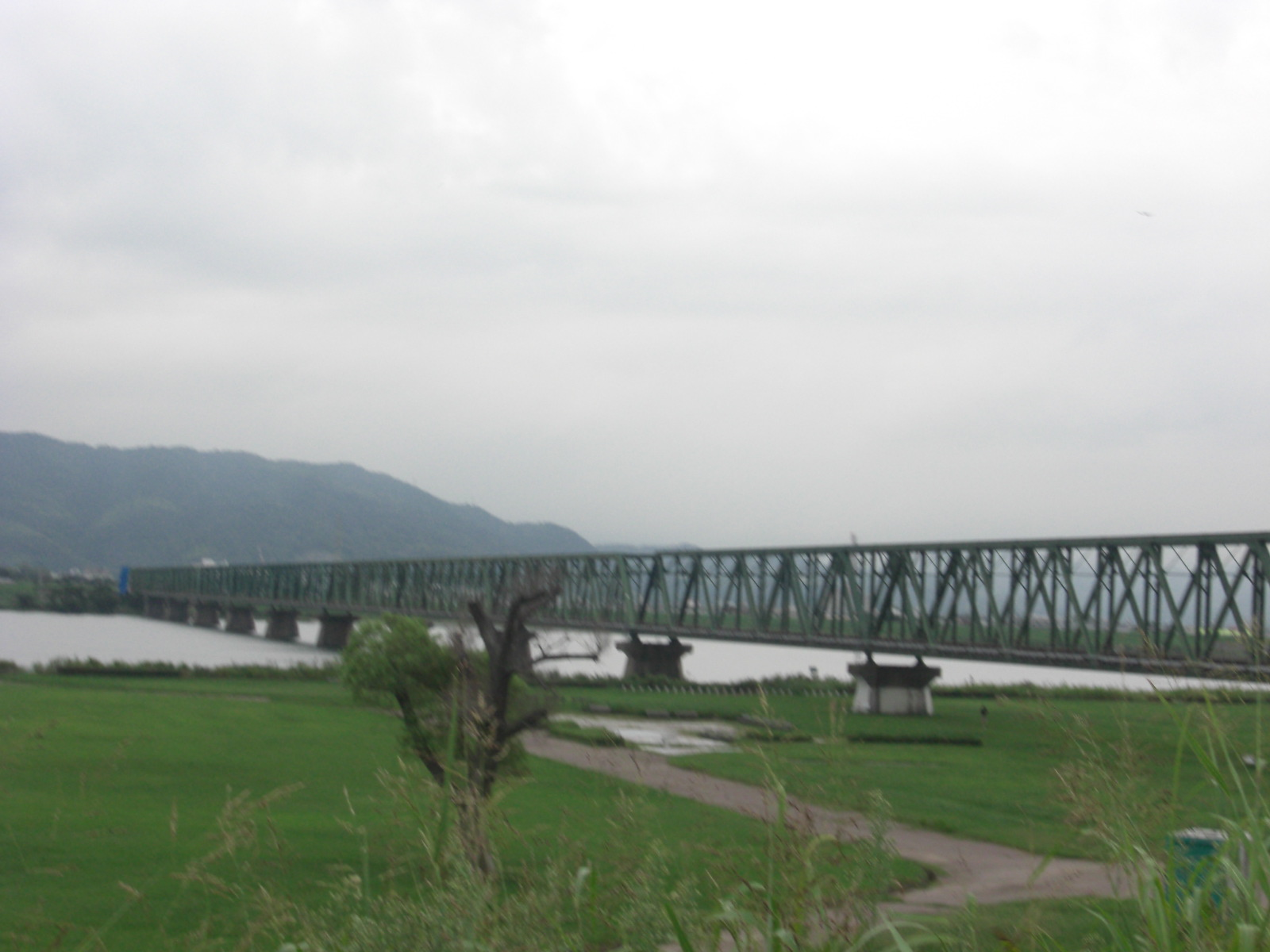
高徳線吉野川橋梁

## 出身者
- 高橋尚孝 - 昆虫学者